# Mad Men and English Dogs
Mad Men and English Dogs è l'unico album dell'omonimo gruppo, in realtà un progetto solista di Nigel Glockler e Doug Scarratt dei Saxon.

## Il disco
Nel periodo in cui è stato inattivo Glockler decise di dedicarsi a un disco solista dove dedicarsi a sonorità che non aveva mai potuto esplorare durante la sua carriera. Per fare ciò decise di chiedere aiuto al vecchio amico e compagno nei Saxon Scarratt, il cui contributo si dimostrò via via più determinante. A causa di ciò Glockler ritenne opportuno considerare il disco come un parto pienamente condiviso con il chitarrista, a nome Mad Men and English Dogs. Il nome è ispirato al detto inglese "Mad Dogs and English Men". Il disco ha varie influenze che spazio dal rock progressivo alla musica di Joe Satriani.

L'opera è dedicata alla madre di Glockler, Joan Annie (scomparsa durante la lavorazione del disco) e a Roger Cameron, padre dell'ingegnere del suono Rory Cameron.

## Tracce
(Tutte le musiche composte e arrangiate da Glockler, Scarratt)
1. Swing that Tail - 3:31
2. Pomporwot - 6:31
3. Funky Shogun - 4:38
4. Cheers Murray - 4:43
5. Dreadnought - 6:39
6. One Hump or Two - 6:06
7. ICF - 4:56
8. Hot Sausage - 4:29
9. Mirrors - 4:36
10. Snow-capped - 7:31
11. In Memory of... 5:15

## Formazione
- Nigel Glockler - batteria, percussioni e tastiere
- Doug Scarratt - chitarra elettrica acustica e classica

## Ospiti speciali
- Roland K. - tutti i bassi